# 箱石駅
箱石駅（はこいしえき）は、岩手県宮古市大字箱石にある、東日本旅客鉄道（JR東日本）山田線の駅。

## 歴史
- 1933年（昭和8年）11月30日：開業[2][3]。
- 1948年（昭和23年）9月16日：アイオン台風の被害により休止（書類上は11月26日）[4]。
- 1954年（昭和29年）11月21日：復旧[2]。
- 1969年（昭和44年）11月1日：貨物の取り扱いを廃止[3]。
- 1971年（昭和46年）8月15日：荷物の扱いを廃止[5]。無人化[6]。
- 1987年（昭和62年）4月1日：国鉄分割民営化により、東日本旅客鉄道の駅となる[2][3]。
- 2024年（令和6年）10月1日：えきねっとQチケのサービスを開始[1][7]。

## 駅構造

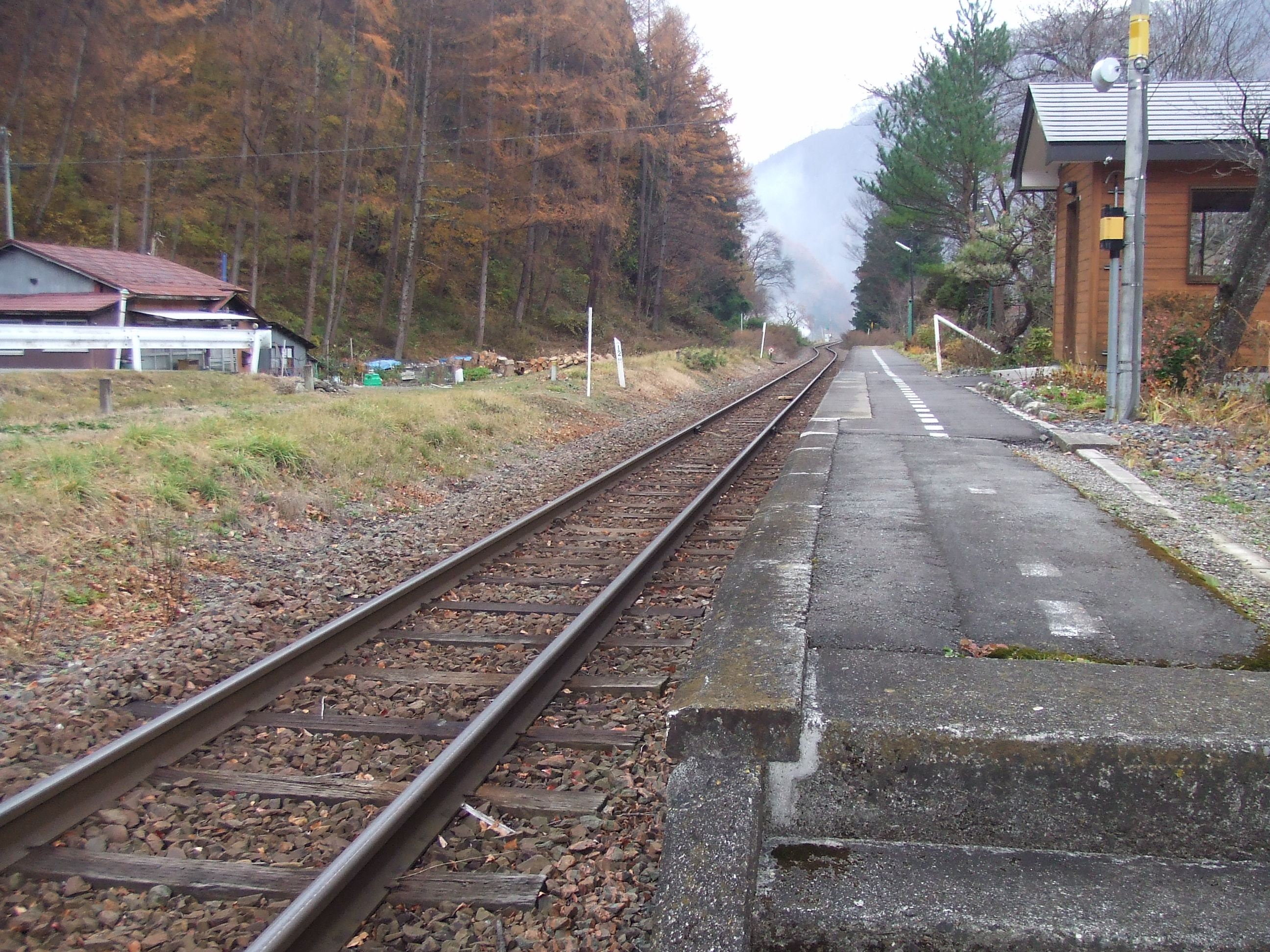
ホーム（2008年11月）

単式ホーム1面1線を有する地上駅である。ホームより一段低い所には両隣の川内駅・陸中川井駅と似た駅舎があったが、今は待合所になっている。盛岡駅管理の無人駅である。

## 駅周辺
- 国道106号
- 閉伊川
- 判官神社
- 薬師塗漆工芸館
- 箱石郵便局
- 岩手県北バス「箱石」停留所

## 隣の駅
東日本旅客鉄道（JR東日本）
■山田線
□快速「リアス」
通過
■普通
川内駅 - 箱石駅 - 陸中川井駅